# Nemocnice Ichilov

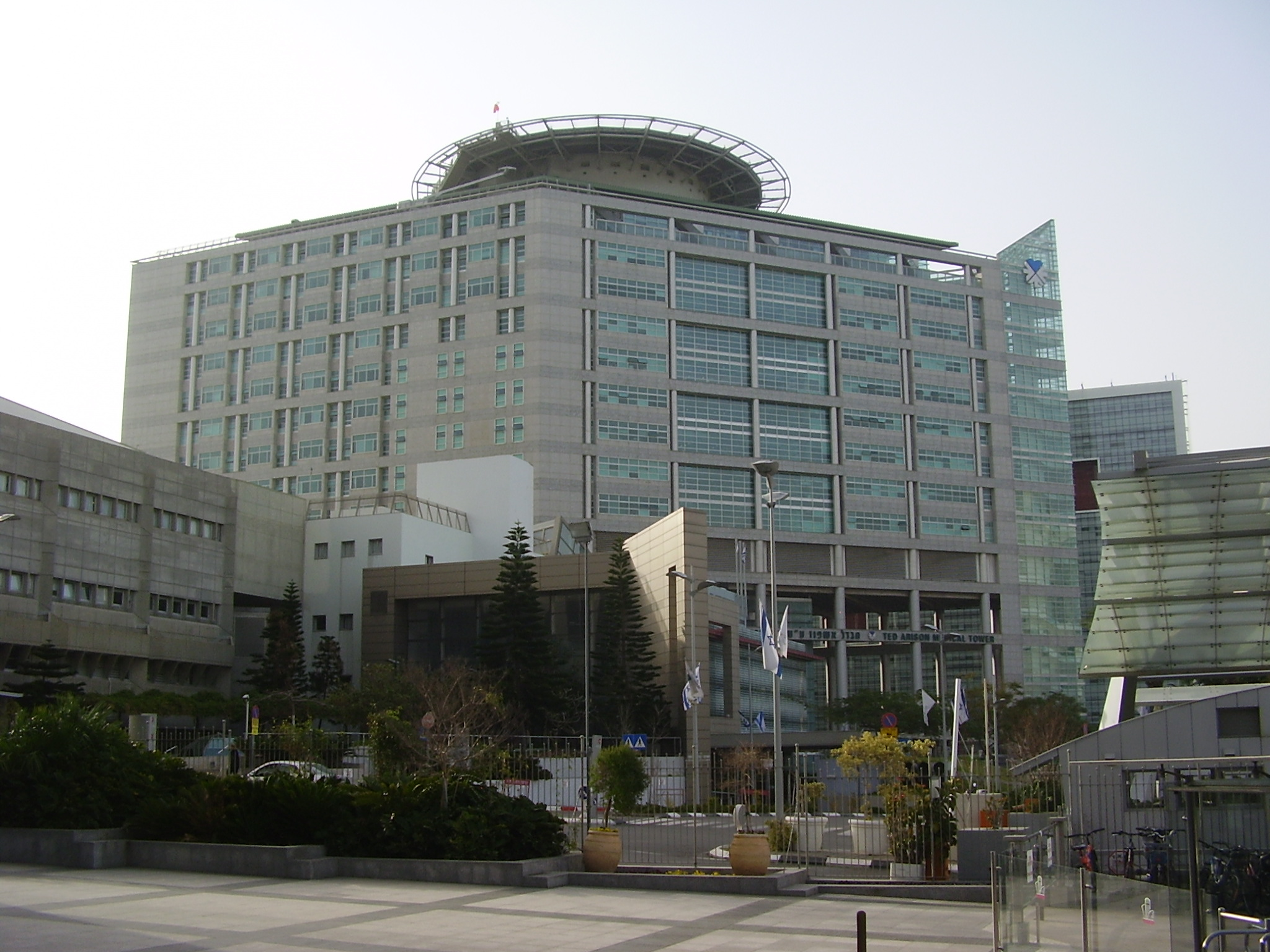
Budova Teda Arisona, která je součástí nemocnice Ichilov

Nemocnice Ichilov (hebrejsky: בית החולים איכילוב, Bejt cholim Ichilov, oficiálně המרכז הרפואי ת"א ע"ש סוראסקי, Merkaz refu'i Surasky, doslova Zdravotní centrum Surasky, anglicky: Tel Aviv Sourasky Medical Center) je nemocnice v centru Tel Avivu v Izraeli.

## Geografie
Leží v nadmořské výšce cca 20 metrů v centru Tel Avivu, cca 2 kilometry od pobřeží Středozemního moře. Na východě ji míjí dálnice číslo 2, na západě ulice Rechov Weizmann, na jihu leží čtvrť ha-Kirja.

## Popis
Vznikla roku 1961. Má 1300 lůžek, 60 odborných pracovišť a přes 6000 zaměstnanců. Plocha areálu dosahuje 207 000 čtverečních metrů. Ředitelem ústavu je Gabri'el Barbaš.